# Witków Stary
Witków Stary – dawna wieś na Ukrainie na obszarze dzisiejszego rejonu radziechowskiego w obwodzie lwowskim. Leżała na wschód od Witkowa Nowego.
Za II Rzeczypospolitej do 1934 roku wieś stanowiła samodzielną gminę jednostkową w powiecie radziechowskim w woj. tarnopolskim. W związku z reformą scaleniową została 1 sierpnia 1934 roku włączona do nowo utworzonej wiejskiej gminy zbiorowej Witków Nowy w tymże powiecie i województwie. Po wojnie wieś weszła w struktury administracyjne Związku Radzieckiego.
Urodził się tu Rudolf Wacek – polski nauczyciel, propagator, działacz i dziennikarz sportowy, pisarz i publicysta.